# Aleksej Gricaenko
Aleksej Aleksandrovič Gricaenko (in russo Алексей Александрович Грицаенко?; Vladivostok, 25 maggio 1995) è un calciatore russo, difensore del Rubin.

## Caratteristiche tecniche
È un difensore centrale.

## Carriera
Cresciuto nelle giovanili del Luč-Ėnergija, ha esordito l'11 marzo 2016 in un match perso 2-1 contro lo Spartak-2 Mosca.

## Statistiche

### Presenze e reti nei club
Statistiche aggiornate al 15 febbraio 2017.
| Stagione            | Squadra             | Campionato          | Campionato | Campionato | Coppe nazionali | Coppe nazionali | Coppe nazionali | Coppe continentali | Coppe continentali | Coppe continentali | Altre coppe | Altre coppe | Altre coppe | Totale | Totale | Totale |
| Stagione            | Squadra             | Comp                | Pres       | Reti       | Comp            | Pres            | Reti            | Comp               | Pres               | Reti               | Comp        | Pres        | Reti        | Pres   | Reti   |        |
| ------------------- | ------------------- | ------------------- | ---------- | ---------- | --------------- | --------------- | --------------- | ------------------ | ------------------ | ------------------ | ----------- | ----------- | ----------- | ------ | ------ | ------ |
| 2015-2016           | Luč-Ėnergija        | 1D                  | 14         | 0          | CR              | 0               | 0               |                    | -                  | -                  |             | -           | -           | 14     | 0      |        |
| 2016-2017           | Luč-Ėnergija        | 1D                  | 35         | 3          | CR              | 1               | 0               |                    | -                  | -                  |             | -           | -           | 36     | 3      |        |
| Totale Luč-Ėnergija | Totale Luč-Ėnergija | Totale Luč-Ėnergija | 49         | 3          |                 | 1               | 0               |                    | -                  | -                  |             | -           | -           | 50     | 3      |        |
| 2017-2018           | Krasnodar-2         | 2D                  | 3          | 0          | CR              | 0               | 0               |                    | -                  | -                  |             | -           | -           | 3      | 0      |        |
| 2017-2018           | Krasnodar           | PL                  | 9          | 1          | CR              | 1               | 0               | UEL                | 0                  | 0                  |             | -           | -           | 10     | 1      |        |
| Totale carriera     | Totale carriera     | Totale carriera     | 61         | 4          |                 | 2               | 0               |                    | -                  | -                  |             | -           | -           | 63     | 4      |        |

## Palmarès

### Club

#### Competizioni nazionali
- Pervaja Liga: 1

Rubin: 2022-2023